# Pasing Arcaden
Die Pasing Arcaden sind ein Einkaufszentrum im Münchner Stadtteil Pasing, das 2011 eröffnet wurde.
Ikea erwarb 2024 das Gebäude, um dort eine Filiale zu eröffnen.

## Beschreibung
Der erste Bauabschnitt der Pasing Arcaden wurde am 15. März 2011 eröffnet und befindet sich in unmittelbarer Nähe zum Bahnhof München-Pasing im Westen der Stadt.
Der Haupteingang am Pasinger Bahnhofsplatz erschließt das 270 Meter lange Gebäude des ersten Abschnitts. Dieser Komplex hat eine Gesamtfläche von 26.000 m² und bietet auf 14.000 m² Platz für 90 Läden und Boutiquen. Am 18. Februar 2013 wurde der zweite Bauabschnitt mit 50 weiteren Shops und 11 Gastrobetrieben auf weiteren 37.000 m² Fläche eröffnet, mit Giovanni Trapattoni als Stargast.
Die Gesamtfläche beträgt 63.000 m², die gesamte Verkaufsfläche 39.000 m².
Damit sind die Pasing Arcaden das viertgrößte Shoppingcenter in München – nach den Riem Arcaden, dem Einkaufs-Center Neuperlach – pep und dem Olympia-Einkaufszentrum.
Das Gebäude wurde vom Münchner Architekturbüro Allmann Sattler Wappner entworfen. Der Grundriss soll einem Kreuzfahrtschiff ähneln. Die Fassade wurde mit Metallrauten gestaltet und die Gebäudeseite, die an die Gleise der Bahnstrecke Pasing–Hauptbahnhof angrenzt, wurde leicht geschwungen entworfen. Entlang der Gleise ist das Gebäude über 20 Meter hoch, wobei die gegenüberliegende Längsseite nur ca. zehn Meter Höhe misst. Dieser Unterschied entsteht durch die 45 Drei- bis Fünfzimmerwohnungen, die über den Pasing Arcaden errichtet wurden: Sie wurden schräg ansteigend auf das Dach blockweise aufgesetzt. Zwischen diesen Blöcken befinden sich größere Terrassen, die begrünt wurden und den Mietern zur Verfügung stehen. Darüber hinaus wurden auch Flächen für Dienstleistungen eingeplant.
Die Ladenstraßen im Inneren des Einkaufszentrums verlaufen nicht gerade, sondern schlängeln sich durch das Gebäude. Die Fassaden der Geschäfte werden von den Mietern selbst gestaltet. Unter dem Komplex befindet sich eine zweigeschossige Tiefgarage mit 660 Stellplätzen.
Der erste Bauabschnitt kostete 190 Millionen Euro. Der Zeitplan für das Projekt verzögerte sich, als zwischen 2008 und 2009 wegen eines Rechtsstreits mit einem Nachbarn die Bauarbeiten unterbrochen werden mussten.
Ikea erwarb im September 2024 das Gebäude, um dort eine Filiale zu eröffnen.